# Chesapeake Bay Maritime Museum
Le Chesapeake Bay Maritime Museum ou musée maritime de la baie de Chesapeake est situé à St. Michaels, dans le Maryland  et abrite une collection d'artefacts, d'expositions et de navires de la baie de Chesapeake. Ce musée interactif de 73,000 m2 a été fondé en 1965 à Navy Point, autrefois un site d'usines de conditionnement de fruits de mer, de quais et de bateaux de travail. Aujourd'hui, le musée abrite la plus grande collection au monde de bateaux de la baie de Chesapeake et propose des expositions interactives dans et autour des 35 bâtiments qui parsèment le campus. Le Musée propose également des séminaires et des ateliers éducatifs tout au long de l'année.

## Expositions

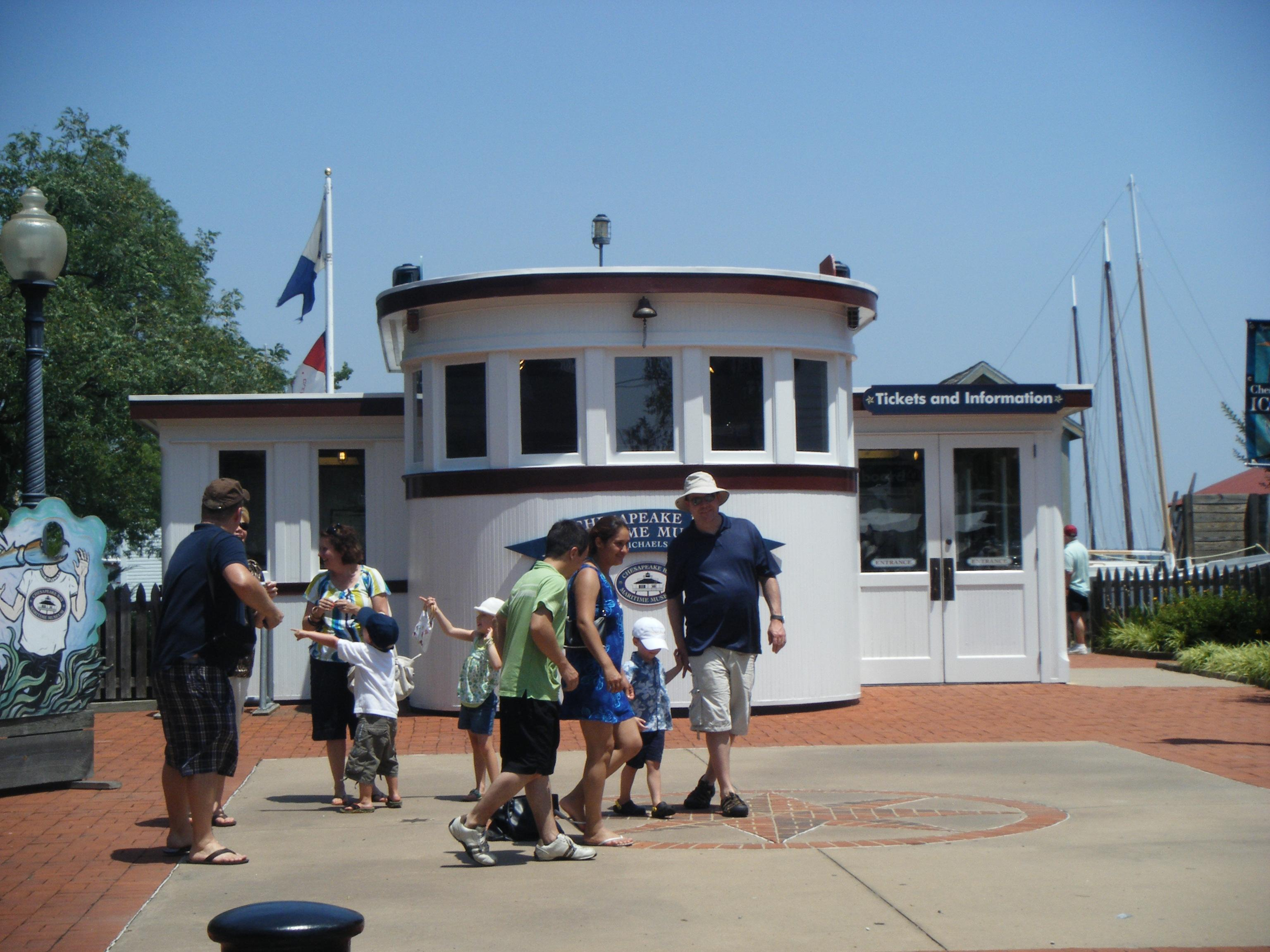
Entrée au musée maritime de la baie de Chesapeake

Le musée maritime de la baie de Chesapeake  raconte les histoires géologiques, économiques et sociales de la baie et de ceux qui y vivaient. Les visiteurs du musée peuvent voir plus de 100 bateaux et maquettes de bateaux, diverses œuvres d'art, dont une vaste collection d'aquarelles, d'armes à feu, d'enseignes de navires et d'autres artefacts historiques de la baie.
Les plus grandes structures comprennent : 
- le pont-levis original de Knapps Narrows sur l'île Tilghman
- l'ancien phare sur pilotis de Hooper Strait de 1879.
- La timonerie du remorqueur Huntington de 1933

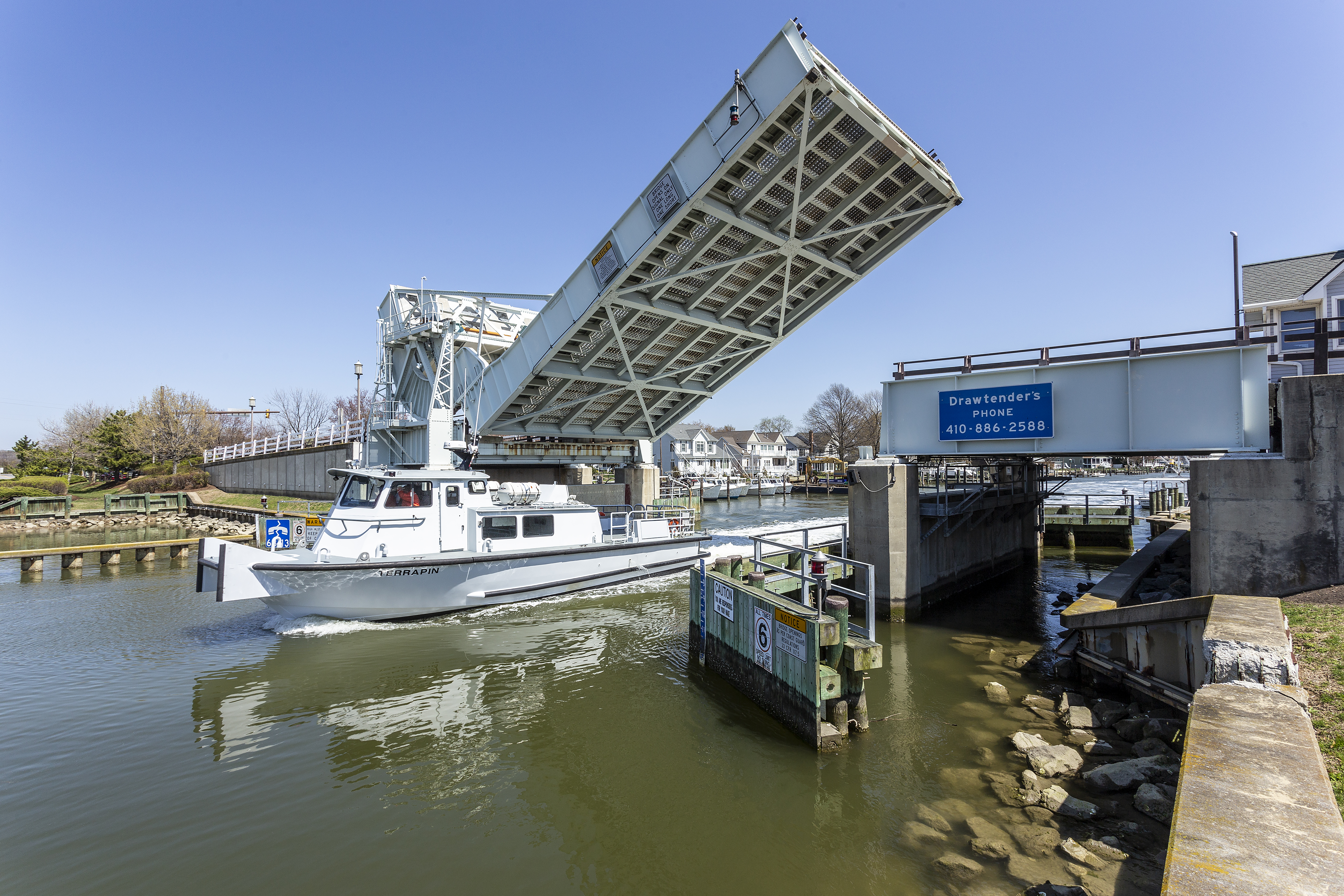
Pont de Knapps Narrows

Au chantier naval en activité du musée, les visiteurs peuvent s'essayer à la construction d'un esquif en bois grâce au programme Apprenti d'un jour. L'une des expositions interactives proposées par le musée est le Waterman's Wharf pour pratiquer la récolte de fruits de mer en tirant un casier hors des eaux de Fogg Cove. Une autre exposition, Oystering on the Chesapeake, transporte les visiteurs sur le pont d'un batelier en activité et explique comment l'industrie ostréicole a façonné le paysage, la culture et l'histoire de la région.
La Floating Feet est l'une des expositions les plus populaires proposées. Cette collection de bateaux amarrés à Navy Point comprend, entre autres :
- l'Edna E. Lockwood, classe National Historic Landmark, le dernier bugeye à voile,
- l'Edmee S., un log canoe (canoë de course à voile en bois type de la baie), qui est piloté par le personnel du musée les week-ends d'été,
- l'E.C. Collier, un bateau traditionnel de pêche de type skipjack,
- La drague à crabes Old Point, construit en 1909, servant autrefois à transporter du poisson frais en hiver, à transporter des huîtres à l'automne et à draguer des palourdes en été.

On peut y voir aussi à l'amarrage le Rosie Parks, un skipjack de 1955.

## Galerie

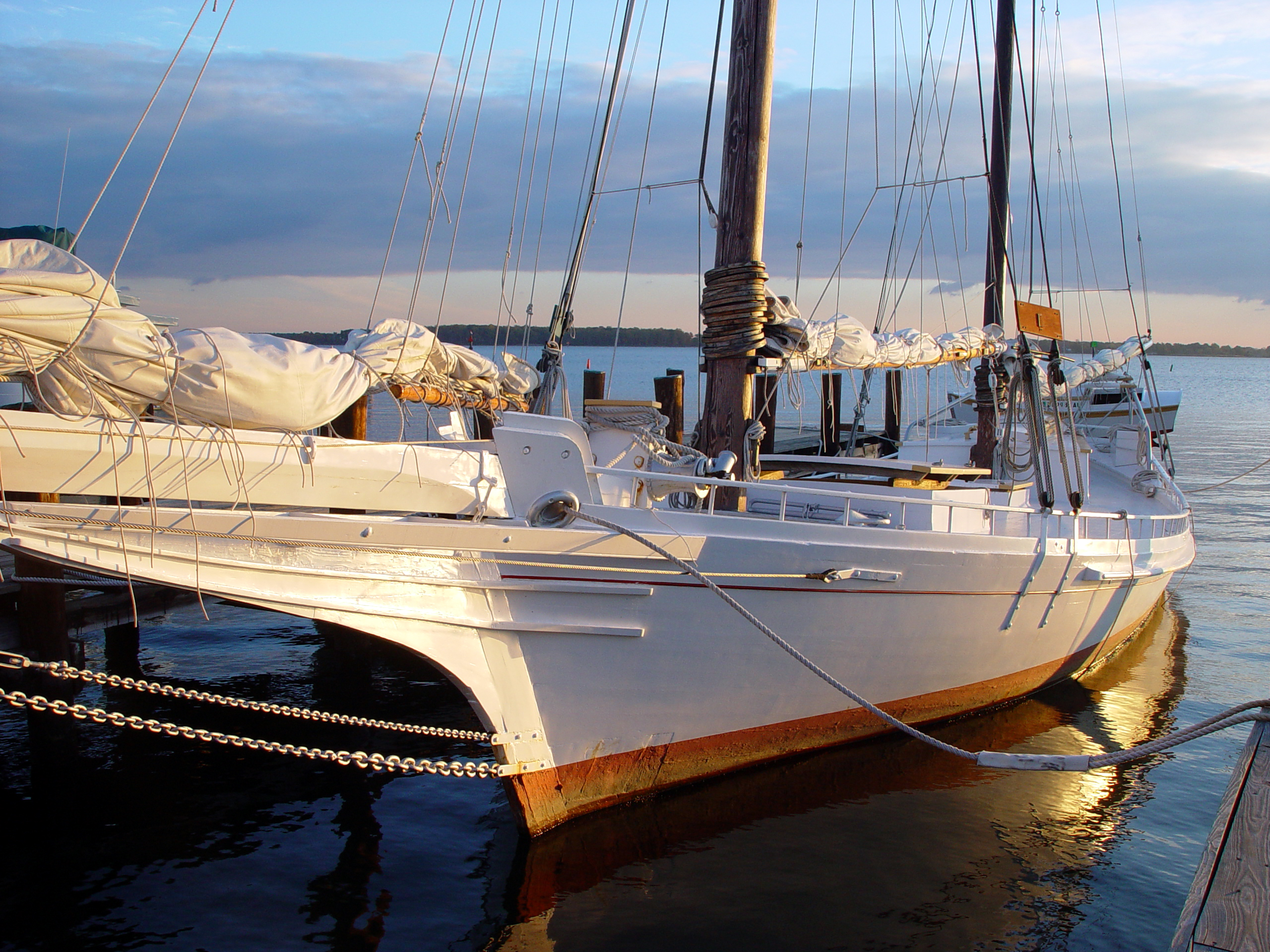
Bugeye Edna E. Lockwood
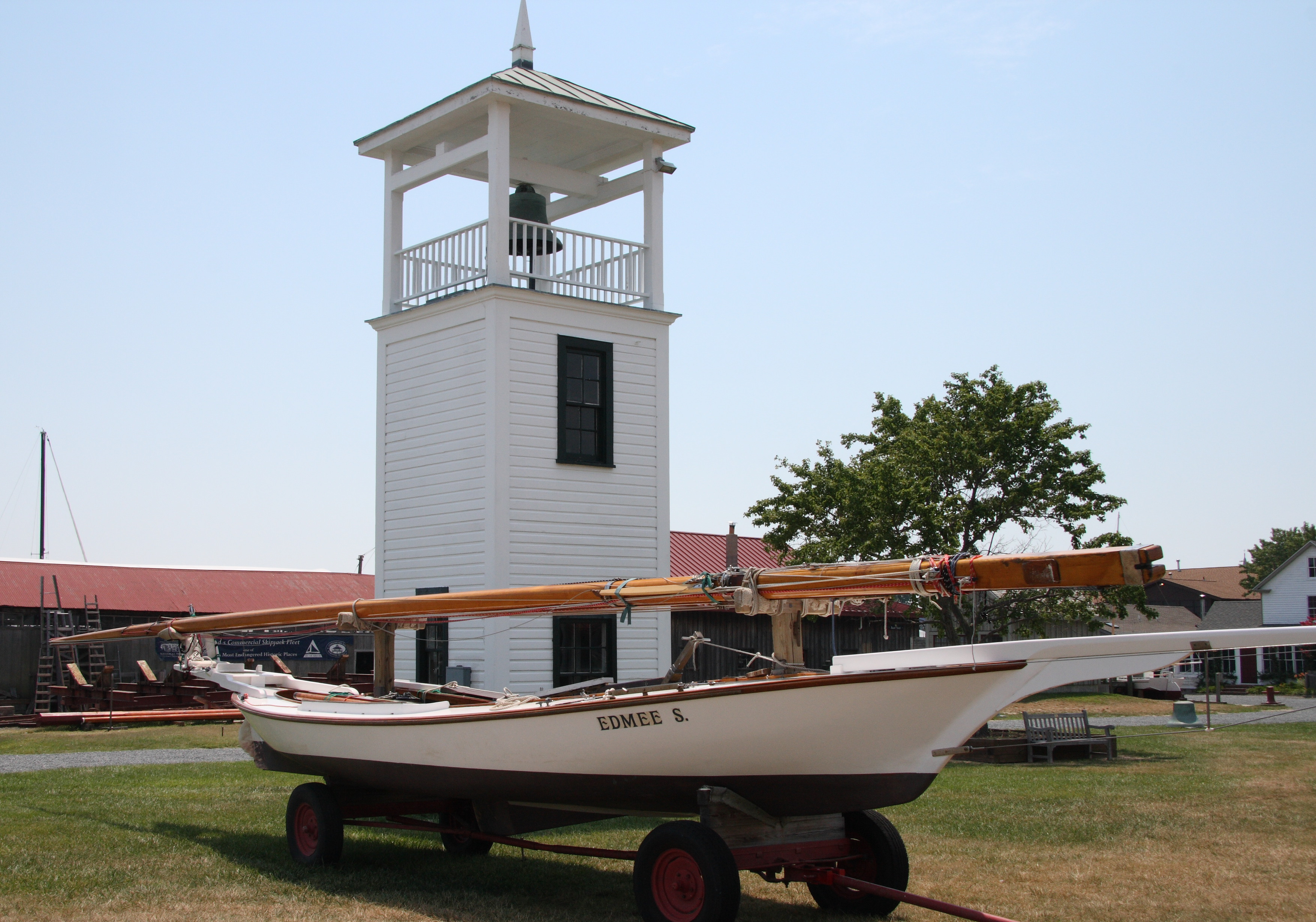
L'Edmee S.
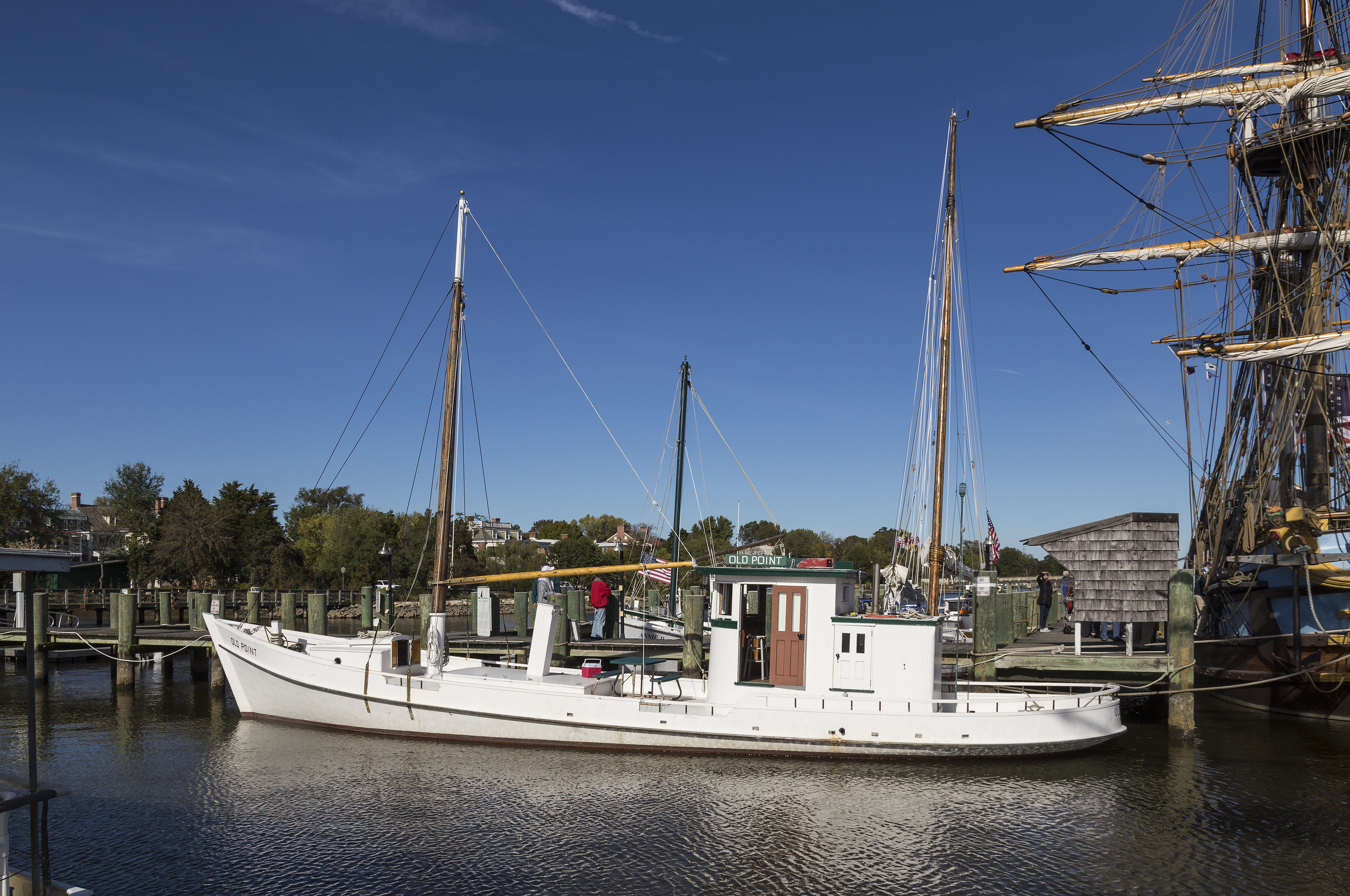
La drague Old Point